# Auguste Bravais
Auguste Bravais (Annonay, 23 de agosto de 1811-Le Chesnay, 30 de marzo de 1863) fue un físico, cristalógrafo y meteorólogo francés.
Es célebre por haber descrito las 14 posibles disposiciones de puntos en el espacio para formar celdas elementales de una estructura cristalina en sistemas tridimensionales, figuras que hoy se conocen como redes de Bravais. También trabajó en campos como el magnetismo, la meteorología, la estadística y la geometría botánica.

## Biografía
Estudió en el Collège Stanislas de París y accedió a la École Polytechnique en 1829. Al término de sus estudios se hizo oficial de marina. Gran aventurero, se embarcó en el Finistère en 1832, y más tarde en el Loiret. Trabajó en levantamientos hidrográficos a lo largo de la costa argelina. También participó en la expedición de La Recherche, enviada a la isla de Spitsbergen y a Laponia para realizar mediciones meteorológicas y rescatar al Lilloise.
A partir de 1840 impartió clases de matemáticas aplicadas a la astronomía en la Facultad de Ciencias de la Universidad de Lyon, y sucedió a Victor Le Chevalier como profesor de física en la École Polytechnique entre 1845 y 1856, cuando fue sustituido por Henri Hureau de Sénarmont.
En 1844 publicó un artículo sobre el concepto estadístico de correlación, y llegó a una definición del coeficiente de correlación antes que Karl Pearson. En 1848 planteó la hipótesis de una estructura reticular de los cristales. Aplicando los principios de la geometría, identificó catorce tipos diferentes de redes cristalinas. Las famosas redes de Bravais, propuestas para explicar las propiedades de anisotropía y simetría observables en los medios cristalinos sólidos, fueron verificadas en 1912 por Max von Laue, utilizando por primera vez la difracción de rayos X.
Cofundador de la Sociedad Meteorológica de Francia, en 1854 sucedió a Albin Reine Roussin en la Academia de Ciencias de Francia.

## Obras más conocidas
- Essai sur la disposition générale des feuilles rectisériées, 1839
- Sur l'équilibre des corps flottants, 1840
- Mémoire sur les lignes d'anciens niveaux de mer dans la Finmark, 1841
- Mémoire sur les courants ascendants de l'atmosphère, 1843
- Mémoire sur le mouvement propre du soleil dans l'espace, 1843
- Notice sur les parhélies qui sont situés à la même hauteur que le soleil, 1845
- Notice sur l'arc-en-ciel blanc, 1845
- Mémoire sur les halos et les phénomènes optiques qui les accompagnent, publicado también en el Journal de l'école royale polytechnique, 18, 1, 1847
- Sur les polyèdres symétriques, 1849
- Étude sur la cristallographie, 1851
- Notice sur un nouveau polariscope, suivies de recherches surs les doubles réfractions peu énergiques, 1851
- Sur l'influence qu'exerce la rotation de la terre sur le mouvement du pendule conique, 1854